# Арий Апер
Арий Апер (на латински: Arrius Aper) е политик на Римската империя от 3 век пр.н.е.
Произлиза от фамилията Арии. Император Кар жени сина си Нумериан с дъщеря на Апер.
Апер става 283 г. преториански префект на Рим и Изтока. Той е съветник на Нумериан. Апер участва в похода на Кар в Персия и Хелеспонт. След смъртта на Кар Апер прокламира Нумериан за император. През началото на 284 г. участва в похода му в Антиохия и Мала Азия, където Нумериан се разболява от очна болест. Апер го придружава по време на транспорта му в затворена каляска, в която го намират умрял (няколко дена преди 20 ноември 284).
Командващият императорската стража Диоклециан обвинява Апер за смъртта на императора и го убива собственоръчно близо до Никомедия (дн. Измит, Турция).
Според някои сведения Апер убива Нумериан, според други той умира естествено.